# Alexandru D. Sturdza
Alexandru D. Sturdza, numit și Alecu de către părinți, (n. 23 mai 1869 – d. 28 septembrie 1939, Zürich) a fost un militar dezertor român din Primul Război Mondial, unicul fiu al lui Dimitrie A. Sturdza și al Zoei Cantacuzino. 
A îndeplinit funcția de comandant al Brigăzii 7 Mixtă și Diviziei 8 Infanterie în campaniile anilor 1916 și 1917.:p. 177

## Viața
A fost un copil precoce, primind de la o vârstă fragedă o educație aleasă prin intermediul unor profesori germani și francezi de la care a învățat să scrie și să citească în mai multe limbi străine. A fost format prin tatăl său în spiritul culturii germane, iar prin mama sa, în spiritul culturii franceze.

## Studiile din Germania
A urmat studiile gimnaziale și secundare la Jena, iar pe cele universitare la Breslau (azi, Wrocław, în Polonia).
La 9 martie 1889 se înregistrează voluntar în armata română, iar la 16 noiembrie primește un concediu de 3 ani pentru a urma studiile militare în Germania. În 1889 devine cursant al Școlii Militare din Hanovra pe care o absolvă în 17 noiembrie 1891. În baza studiilor militare din Germania este primit în armata română cu gradul de sublocotenent și încadrat la Regimentul 1 Geniu. În fapt, el a servit în armata germană în baza unui acord special încheiat între regele Carol I și împăratul Wilhelm al II-lea. În perioada 16 februarie 1892-27 februarie 1901 a studiat la Școala de Artilerie și de Geniu din Charlottenburg și la Academia de Război din Berlin. Prin Decretul nr. 1787 din 10 aprilie 1895, care completa Înaltul Decret nr. 1987 din 9 mai 1894, este avansat la gradul de locotenent cu un an întârziere față de promoția lui.
În aprilie 1898 s-a căsătorit cu vara sa, Elisabeta, alintată Dud, unica fiică a lui P. P. Carp. Din cauza obligațiilor de serviciu, nunta nu a avut loc pe 9/21 aprilie când a fost fixată inițial, ci câteva zile mai târziu.
În toată această perioadă a urmat diverse stagii de pregătire, manevre și exerciții militare. Unul din stagii a fost la Regimentul de gardă al împăratului unde a fost însărcinat cu multe responsabilități. În martie 1899 a avut misiunea de a-l însoți pe colonelul Meintze von Krenski la Constantinopol. După întoarcerea din misiune a făcut demersuri pentru a fi admis în stagiu la Marele Stat Major german, iar cererea i-a fost aprobată. Deoarece stagiul său de pregătire în Germania se apropia de sfârșit a apelat la generalul Iacob Lahovari, ministrul de război, care a aprobat în aprilie 1900 prelungirea cu un an a concediului.
Stagiul la Marele Stat Major s-a încheiat la 15 iunie 1900 după care a fost mutat la Hanovra, la comandamentul Diviziei 6, Corpul 3 Armată. Prin Înaltul Decret nr. 2470 din 8 decembrie 1900 a fost avansat la gradul de căpitan, cu o întârziere de 2 ani față de colegii de promoție. 
La 14 octombrie 1901 își încheie perioada de pregătire în Germania nu înainte de a fi primit de împăratul Wilhelm al II-lea.

## Cariera militară
După absolvirea școlii militare de ofițeri cu gradul de sublocotenent, Alexandru D. Sturdza ocupat diferite poziții în cadrul unităților de infanterie sau în eșaloanele superioare ale armatei, cele mai importante fiind cele de șef birou în Statul Major General și comandant al comandant al Școlii militare de Ofițeri de Infanterie și Cavalerie și comandant al Regimentului 1 Infanterie.
În perioada Primului Război Mondial a îndeplinit funcția de comandant al Brigăzii 7 Mixte, în perioada septembrie - decembrie 1916, și al Diviziei 8 Infanterie, în perioada 23 decembrie 1916/4 ianuarie 1917 - 7/20 ianuarie 1917.:p. 177
La 6 februarie 1917 părăsește comanda și dezertează la inamic.:p. 7
Colonelul Crăiniceanu, comandant al Regimentului 25 Infanterie, care cunoștea intenția de dezertare la inamic a colonelului Sturdza, urma să treacă cu trupele sale în liniile germane. 
Consiliul de război al Armatei a 2-a i-a condamnat pe coloneii Sturdza și Crăiniceanu la degradare militară și la moarte (primul în contumacie). Crăiniceanu a fost executat în fața foștilor subordonați în ziua de 31 martie/13 aprilie 1917.

## Decorații
- Ordinul „Steaua României”, în grad de ofițer (1912)
- Ordinul „Coroana României”, în grad de ofițer (1894)
- Crucea „Meritul Sanitar” (1914)[1]:p. 436

## Reprezentare în film
Trădarea colonelului Sturdza a fost reprezentată în filmul Triunghiul morții (1999) al lui Sergiu Nicolaescu.